# Çağatay Ulusoy
Çağatay Ulusoy (Istambul, 23 de setembro de 1990) é um modelo e ator turco que iniciou sua carreira de ator na série de televisão, Adını Feriha Koydum (2011–12) como Emirr Sarrafoğlu. Desde então, ele teve outros papéis principais em Medcezir (2013–15), um remake da série norte-americana The O.C., também em İçerde (2016–17) e desde 2018 ele interpreta o papel principal na primeira série turcas da Netflix, The Protector.

## Filmografia
| Filmes        | Filmes              | Filmes          | Filmes          |
| Ano           | Título              | Papel           | Notas           |
| ------------- | ------------------- | --------------- | --------------- |
| 2010          | Recep İvedik 3      | Dançarino       | Figurante       |
| 2011          | Anadolu Kartalları  | Ahmet Onur      | Papel principal |
| 2015          | Delibal             | Barış Ayaz      | Papel principal |
| Televisão     |                     |                 |                 |
| Ano           | Título              | Papel           | Notas           |
| 2011–12       | Adını Feriha Koydum | Emir Sarrafoğlu | Papel principal |
| 2012          | Eve Düşen Yıldırım  | Emir Sarrafoğlu | Convidado       |
| 2012          | Emir'in Yolu        | Emir Sarrafoğlu | Papel principal |
| 2013–15       | Medcezir            | Yaman Koper     | Papel principal |
| 2016–17       | İçerde              | Sarp Yılmaz     | Papel principal |
| 2018–presente | The Protector       | Hakan           | Papel principal |
| 2024          | Gaddar              | Daghan - Gaddar | Papel principal |

## Ligação externas
- [cagatayulusoy.com.tr «Sítio oficial»] Verifique valor |url= (ajuda)
- Çağatay Ulusoy. no IMDb.